# Бушевиця Оксана
Оксана Бушевиця (нар. 20 липня 1973) — колишня латвійська тенісистка.
Вона є членом збірної Латвії в Кубку ФРС і грала у Кубку ФРС 10–9. 

## Фінал ITF Circuit

### Одиночний розряд (1–2)
| Турнір $100 000 |
| Турнір $75 000  |
| Турнір $50 000  |
| Турнір $25 000  |
| Турнір $10 000  |

| Результат | №  | Дата                | Турнір          | Поверхня | Суперник у фіналі | Рахунок       |
| Поразка   | 1. | 24 лютого 1992 року | Яффа, Ізраїль   | Глина    | Керол Лукареллі   | 0–6, 5–7      |
| Поразка   | 2. | 31 жовтня 1993 року | Юрмала, Латвія  | Хард     | Олена Татаркова   | 1–6, 7–5, 4–6 |
| Перемога  | 3. | 31 січня 1994 року  | Рунгстед, Данія | Килим    | Зіна Шрайбер      | 2–6, 7–6, 7–5 |